# 烏犀円
烏犀円（うさいえん）とは、徳川家康の、徳川家康による、徳川家康のための調合薬。
幼少期より薬草採集と薬の調合を趣味とした徳川家康が自ら開発し、徳川家康のみがその調合を知っていた。
『駿府記』に拠れば、慶長17年（1612年）7月27日、中風にかかった大久保長安に、徳川家康から烏犀円が与えられている。
このように、徳川家康は自身で独占せず、家臣に分け与えたという記録もある。また、中風に効果があると徳川家康は考えていたことがわかる。